# Voo British Midland 092
O voo 92 da British Midland era uma rota de passageiros entre Londres e Belfast que caiu no aterro da autoestrada entre a autoestrada M1 e a estrada A453 perto de Kegworth, Leicestershire, Inglaterra, ao tentar fazer um pouso de emergência no Aeroporto de East Midlands em 8 de janeiro de 1989, quando 79 pessoas sobreviveram ao acidente e 47 morreram na queda, causada pela falha de um dos motores do Boeing 737-400 e à incorreta percepção da falha por parte da tripulação do voo.
A aeronave estava em um voo programado do Aeroporto Heathrow de Londres para o Aeroporto Internacional de Belfast quando uma das pás da turbina quebrou no motor esquerdo, interrompendo o ar condicionado e enchendo a cabine de fumaça. Os pilotos acreditavam que isso indicava uma falha no motor certo, já que os modelos anteriores do 737 ventilavam a cabine pela direita e não sabiam que o 737-400 usava um sistema diferente. Os pilotos desligaram por engano o motor em funcionamento e selecionaram o empuxo total do com defeito e isso aumentou seu suprimento de combustível, fazendo com que ele pegasse fogo. O inquérito atribuiu a fratura da lâmina à fadiga do metal, causada por fortes vibrações nos motores recém-atualizados, que foram testados apenas em laboratório e não em condições de voo representativas. O acidente foi a primeira perda do casco de uma aeronave Boeing 737 Classic, e o primeiro acidente fatal (e a segunda ocorrência fatal) envolvendo a mesma aeronave.

## Aeronave e tripulação
A aeronave era um Boeing 737-4Y0 operado pela British Midland, com registro G-OBME, em um voo regular do Aeroporto Heathrow de Londres para o Aeroporto Internacional de Belfast, Irlanda do Norte, tendo já voado de Heathrow para Belfast e voltado naquele dia. O 737-400 foi o projeto mais novo da Boeing, com a primeira unidade entrando em serviço menos de quatro meses antes, em setembro de 1988. A própria G-OBME estava em serviço por 85 dias, desde 15 de outubro de 1988, e havia acumulado 521 horas de fuselagem. A aeronave era movida por dois motores turbofan CFM International CFM56.
A tripulação era composta pelo capitão Kevin Hunt, de 43 anos, e o primeiro oficial David McClelland, de 39 anos. O capitão Hunt era um piloto veterano da British Midland que estava na companhia aérea desde 1966 e tinha cerca de 13.200 horas de experiência de voo. O primeiro oficial McClelland ingressou na British Midland em 1988 e acumulou cerca de 3.300 horas de voo no total. Entre eles, os pilotos tiveram cerca de 1.000 horas na cabine do Boeing 737, das quais apenas 76 foram registradas em aeronaves Boeing 737-400.

## Acidente
Depois de decolar do Aeroporto de Londres Heathrow as 19:52 UTC, o voo 92 foi subindo até chegar a altitude de cruzeiro de 10.668 metros. Às 20:05 UTC, uma das pás da turbina do motor esquerdo se desprende, causando uma falha mecânica. Ao mesmo tempo, um barulho forte é ouvido, seguido de bruscas vibrações e cheiro de fumaça entra na cabine de passageiros pelo sistema de ar condicionado. Segundo alguns passageiros que estavam na parte traseira da aeronave, foram observadas fumaça e faíscas saindo do motor esquerdo.
O voo foi desviado para o Aeroporto de East Midlands por sugestão da companhia aérea. Enquanto prosseguia com a descida, o piloto Hunt desativou o piloto automático e solicitou ao co-piloto McClelland que averiguasse qual o motor defeituoso.
"É o esquerdo. Não, é o direito". - disse o co-piloto.

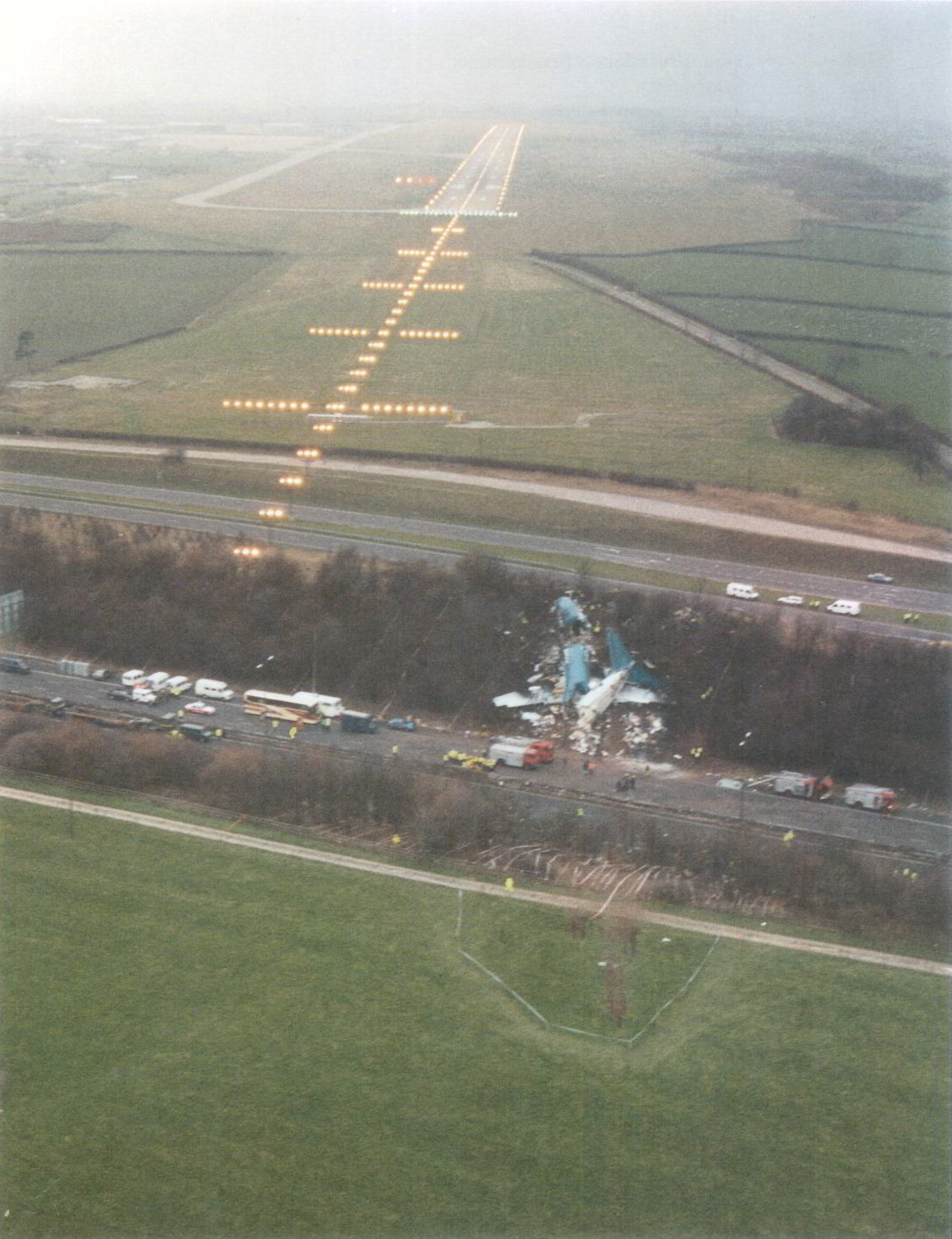
Vista aérea (feita de um helicóptero) do local do desastre, com a pista de pouso que o G-OBME não conseguiu alcançar no topo da foto

Em versões antigas do Boeing 737 o motor esquerdo era o que administrava energia ao sistema de ar condicionado do avião. Já no 737-400 é diferente. O motor esquerdo fornece energia ao sistema de ar condicionado na parte traseira e na cabine de passageiros, enquanto o motor direito fazia o mesmo, só que na cabine dos pilotos. O capitão Hunt e o primeiro oficial McClelland haviam pilotado as versões antigas do 737-400, sem perceber que a aeronave atual (que em 1989 tinha apenas 520 horas de voo desde que chegou à British Midland, dois meses antes) era diferente.
A fumaça na cabine os fez assumir que a falha estava no motor direito, fazendo com que optassem por desligar este motor e não o motor que realmente estava com problemas, que era o motor esquerdo. Não tinham como confirmar visualmente os motores defeituosos e a tripulação na cabine de passageiros não perceberam a fumaça e o fogo no motor esquerdo.
Quando os pilotos desligaram o motor correto, não sentiram mais o cheiro da fumaça, o que os levou a acreditar que haviam lidado corretamente com o problema. No fim das contas, foi uma coincidência; quando o autothrottle foi desengatado antes de desligar o motor direito, o fluxo de combustível para ambos os motores foi reduzido, e o excesso de combustível, que estava em ignição no escapamento do motor esquerdo, desapareceu; portanto, os danos contínuos foram reduzidos, o cheiro de fumaça cessou e a vibração reduzida, embora ainda fosse visível nos instrumentos da cabine.

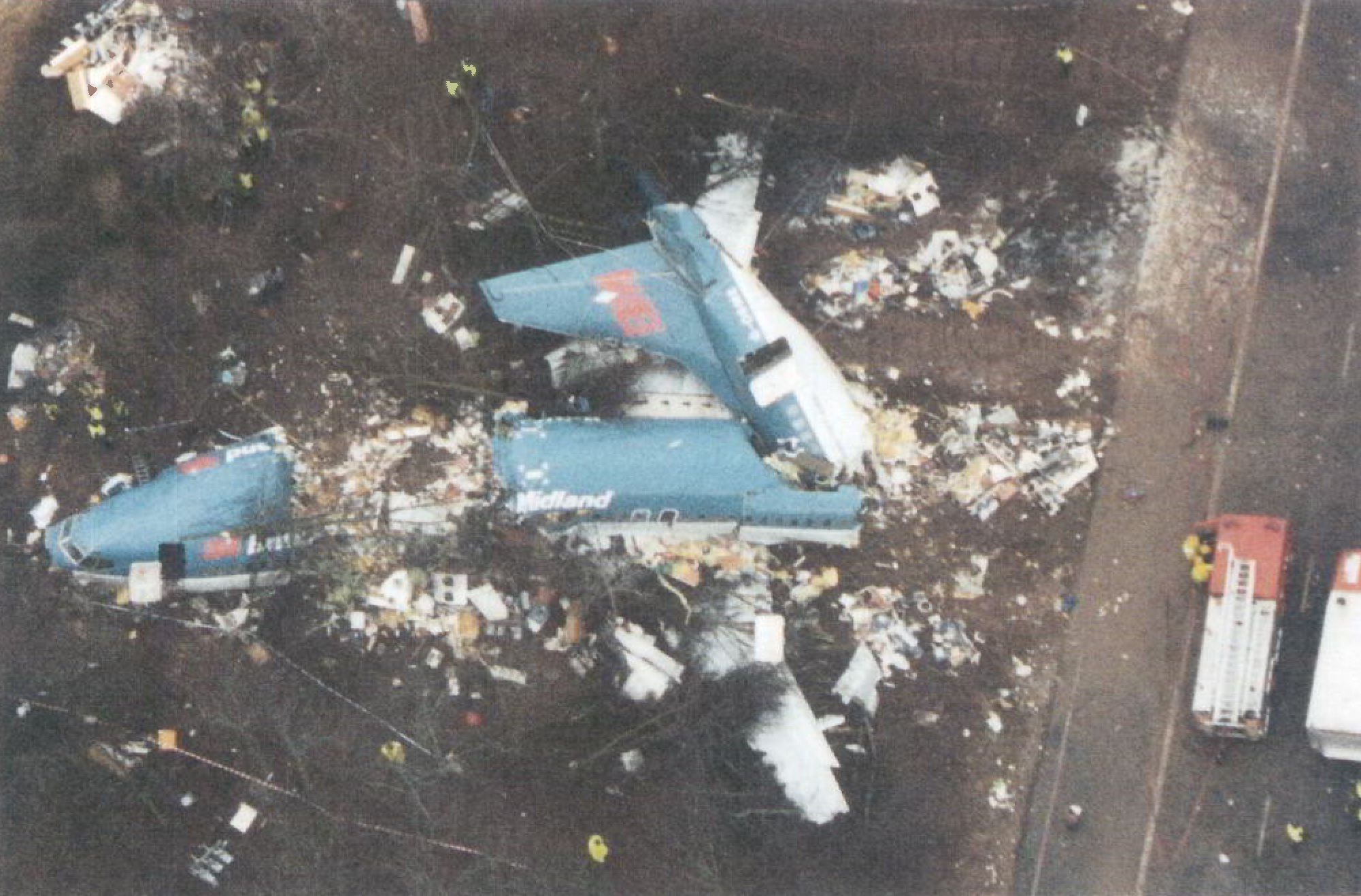
A aeronave sofreu grandes danos

Durante a aproximação final para o aeroporto de East Midlands, os pilotos selecionaram um impulso maior do motor danificado em operação. Isso levou a um incêndio no motor que fez com que ele parasse totalmente de funcionar. O sistema de alerta de proximidade do solo foi ativado, emitindo vários avisos de "glideslope". Os pilotos tentaram religar o motor correto com uma arrancada, mas agora a aeronave estava voando a 185 km/h (115 mph), muito lento para uma nova tentativa. Às 20:24:33 UTC, o Capitão Hunt transmitiu aos passageiros através do sistema de alto-falantes da aeronave: "Prepare-se para uma aterrissagem forçada", instruindo os passageiros a assumir a posição de queda. O stick shaker então foi ativado. Pouco antes de cruzar a autoestrada M1 às 20:24:43 UTC, a cauda e o trem de pouso principal atingiram o solo e a aeronave saltou de volta para o ar e sobre a autoestrada, derrubando árvores e um poste de luz antes de bater no aterro distante por volta de 475 m (519 jardas) abaixo da superfície pavimentada da pista ativa e cerca de 630 m (689 jardas) de seu limite.

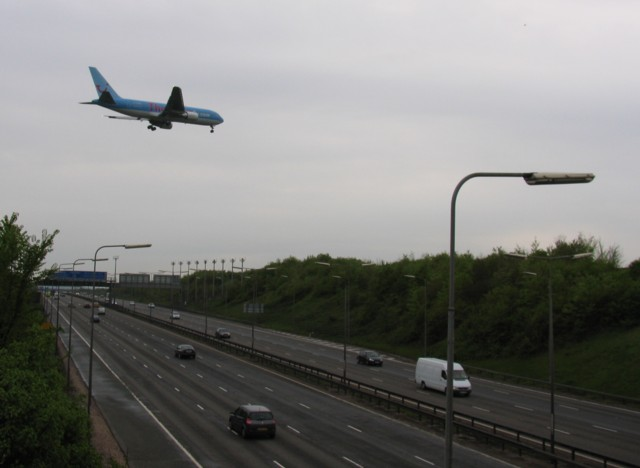
Local do desastre aéreo em maio de 2006

A 800 metros da pista de pouso, o avião caiu em um terreno partindo-se em três pedaços. Isso era adjacente à rodovia; notavelmente, nenhum veículo estava viajando naquela parte da rodovia M1 no momento do acidente.

## Vítimas
Dos 118 passageiros a bordo, 39 morreram instantaneamente e 8 morreram dias depois de seus ferimentos, totalizando 47 mortos. Dos 79 sobreviventes, 74 sofreram ferimentos graves e cinco sofreram ferimentos leves. Todos os oito membros da tripulação sobreviveram ao acidente. Além disso, cinco bombeiros também sofreram ferimentos leves durante a operação de resgate. Ninguém na autoestrada ficou ferido e todos os veículos nas proximidades do desastre não foram danificados. A primeira pessoa a chegar ao local para prestar socorro foi o motorista Graham Pearson. Ex-fuzileiro naval real, ele ajudou passageiros por mais de três horas e, posteriormente, foi indenizado por transtorno de estresse pós-traumático.

## Investigação da AAIB
A investigação estabeleceu que a fiação associada às luzes de aviso de incêndio não tinha fiação cruzada (esquerda / direita), ou seja, estava conectada corretamente.

### Desligando o motor errado
O capitão Hunt acreditava que o motor certo estava com defeito devido ao cheiro de fumaça na cabine, porque nas versões anteriores do Boeing 737, o ar de sangria do ar condicionado da cabine era retirado do motor certo. Começando com a variante do Boeing 737-400, a Boeing redesenhou o sistema para usar purga de ar de ambos os motores. Vários funcionários da cabine e passageiros notaram que o motor esquerdo tinha um fluxo de combustível não queimado acendendo no escapamento do jato, mas isso as informações não foram repassadas aos pilotos porque o pessoal da cabine presumiu que eles sabiam que o motor esquerdo estava com defeito.
O cheiro de fumaça desapareceu quando a aceleração automática foi desengatada e o motor direito desligado devido à redução de combustível para o motor esquerdo danificado ao reverter para aceleração manual. No caso de um mau funcionamento, os pilotos eram treinados para verificar todos os medidores e revisar todas as decisões, e o Capitão Hunt passou a fazê-lo. Enquanto conduzia a revisão, entretanto, ele foi interrompido por uma transmissão do Aeroporto de East Midlands informando que ele poderia descer mais para 12.000 pés (3.700 m) em preparação para o pouso desviado. Ele não retomou a revisão após o término da transmissão e, em vez disso, iniciou a descida. Os indicadores de vibração eram menores do que nas versões anteriores do 737, nas quais os pilotos tinham a maior parte de sua experiência.
Os mostradores nos dois medidores de vibração (um para cada motor) eram pequenos e a agulha de LED circundava o lado externo do mostrador, em oposição ao interior do mostrador, como nas aeronaves da série 737 anteriores. Os pilotos não receberam nenhum treinamento em simulador no novo modelo, pois não existia nenhum simulador para o 737-400 no Reino Unido naquela época. Na época, os indicadores de vibração eram conhecidos por não serem confiáveis (e normalmente ignorados pelos pilotos), mas desconhecidos dos pilotos, esta foi uma das primeiras aeronaves a ter uma leitura de vibração muito precisa.

### Mau funcionamento do motor
A análise do motor da colisão determinou que as pás do ventilador (compressor LP estágio 1) do motor CFM56 aprimorado no 737-400 estavam sujeitas a quantidades anormais de vibração ao operar em configurações de alta potência acima de 10.000 pés (3.000 m). Por se tratar de uma atualização de um motor existente, os testes em voo não eram obrigatórios e o motor havia sido testado apenas em laboratório. Após essa descoberta, os 99 Boeing 737-400s restantes então em serviço foram aterrados e os motores modificados. Após a queda, o teste de todos os motores turbofan recentemente projetados e significativamente reprojetados em condições de voo representativas agora é obrigatório. 
Esta vibração despercebida criou fadiga excessiva do metal nas pás da ventoinha e, no G-OBME, causou a quebra de uma das pás do componente. Isso danificou o motor terminalmente e também perturbou seu delicado equilíbrio, causando uma redução na potência e um aumento na vibração. O autothrottle tentou compensar isso aumentando o fluxo de combustível para o motor. O motor danificado foi incapaz de queimar todo o combustível adicional, com grande parte dele inflamando-se no fluxo de escapamento, criando um grande rastro de chamas atrás do motor. 

## Consequências

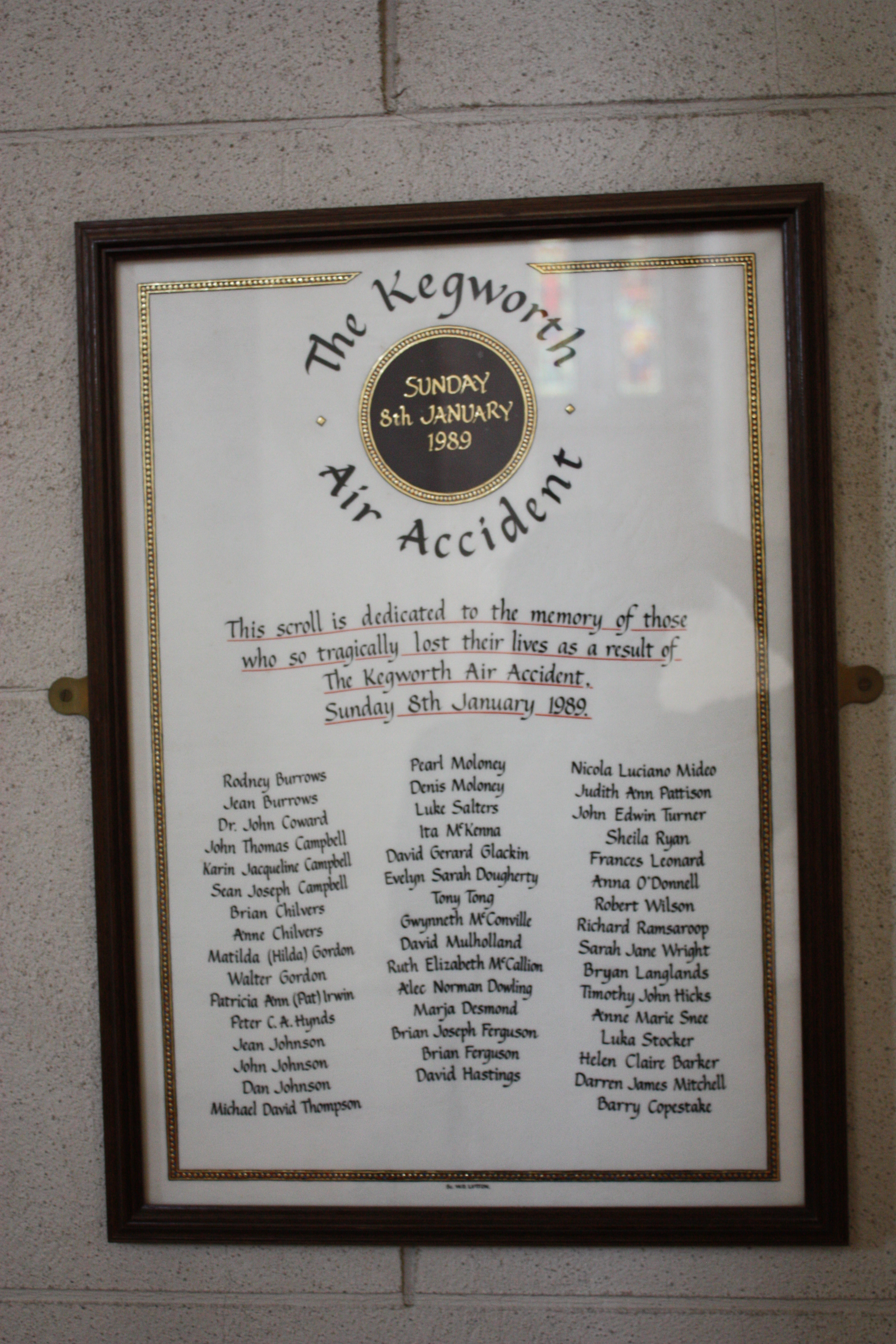
Pergaminho em memoria ao acidente na Catedral de St Anne, Belfast

O relatório oficial sobre o desastre fez 31 recomendações de segurança. A avaliação dos ferimentos sofridos levou a melhorias consideráveis na segurança das aeronaves e nas instruções de emergência para os passageiros. Estes foram derivados de um programa de pesquisa financiado pelo CAA e realizado por equipes da University of Nottingham e Hawtal Whiting Structures (uma empresa de consultoria em engenharia). O estudo entre a equipe médica e os engenheiros usou técnicas analíticas de "cinemática do ocupante" para avaliar a eficácia da posição de segurança. Um novo aviso aos operadores que revisavam a posição da cinta foi emitido em outubro de 1993. 

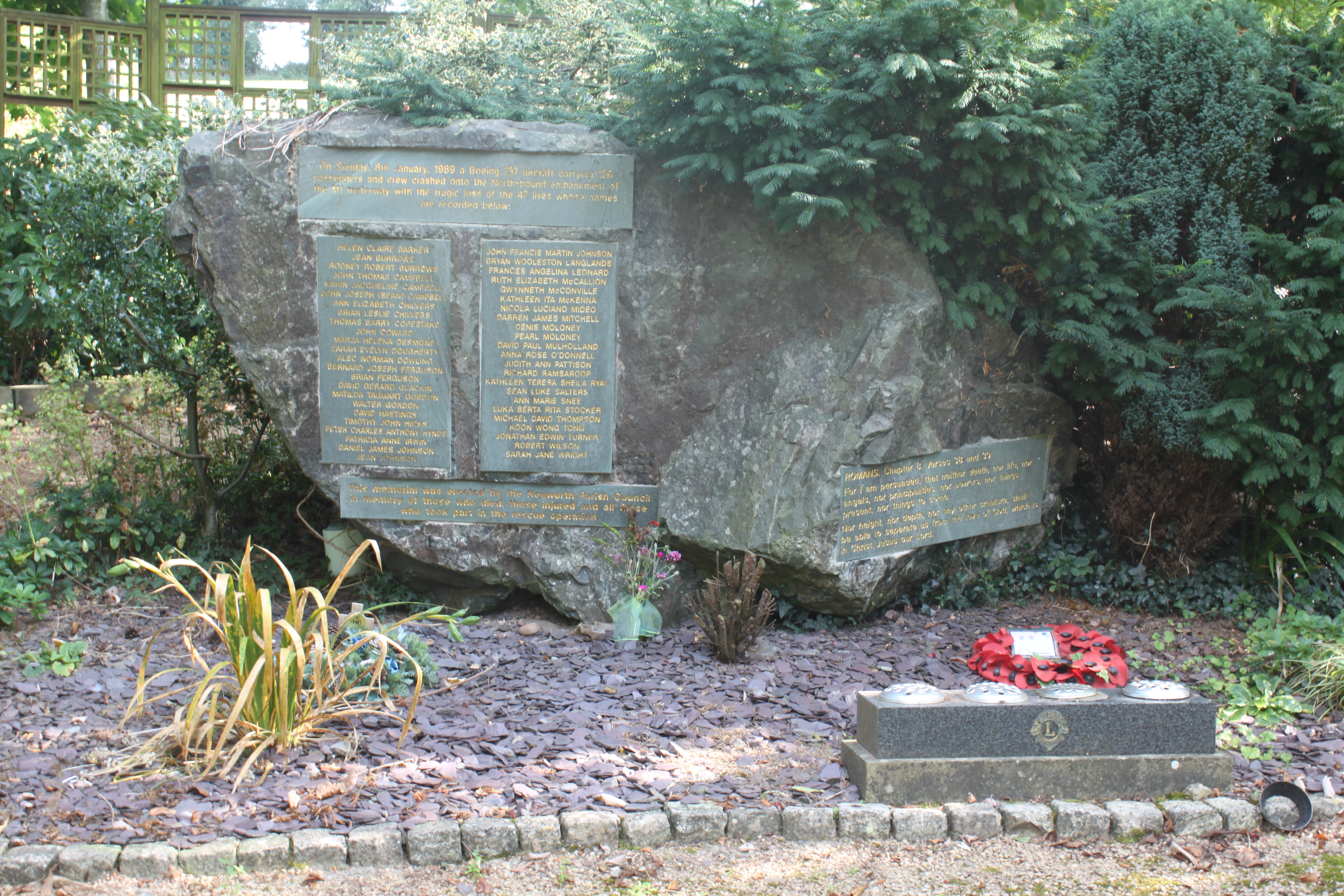
Jardim memorial no cemitério de Kegworth

A pesquisa sobre este acidente levou à formação, em 21 de novembro de 2016, do International Board for Research on Aircraft Crash Events, que é uma cooperação conjunta entre especialistas na área com o objetivo de produzir um acordo internacionalmente aceito e baseado em evidências conjunto de posições de proteção contra impacto para passageiros e (eventualmente) membros da tripulação de cabine em uma variedade de configurações de assentos. Estes serão submetidos à Organização da Aviação Civil Internacional por meio de seu Grupo de Segurança de Cabine. 
Foi construído um memorial para "os que morreram, os feridos e os que participaram na operação de resgate", no cemitério da aldeia nas proximidades de Kegworth, juntamente com um jardim feito com solo do local do acidente.
O capitão Hunt e o primeiro oficial McClelland, ambos gravemente feridos no acidente, foram demitidos após as críticas de suas ações no relatório do Agência de Investigação de Acidentes Aéreos (AAIB). Hunt sofreu ferimentos na coluna e nas pernas no acidente. Em abril de 1991, ele disse a um documentário da BBC: "Éramos a opção fácil - a opção barata, se você desejar. Cometemos um erro - ambos cometemos erros - mas a pergunta que gostaríamos de responder é por que cometemos esses erros." Posteriormente, a companhia aérea pagou a McClelland um acordo extrajudicial por demissão injusta. O acidente levou à adoção do gerenciamento de recursos de cabine (GRC em português; CRM em inglês).
Alan Webb, o chefe dos bombeiros do Aeroporto de East Midlands, foi nomeado MBE na lista de Honras de Ano Novo de 1990 pela coordenação de sua equipe nos esforços de resgate que se seguiram ao acidente. Graham Pearson, um motorista de passagem que ajudou os sobreviventes de Kegworth no local do acidente por três horas, processou a companhia aérea por transtorno de estresse pós-traumático e recebeu £ 57.000 em danos em 1998 (£ 102.500 hoje).

## Documentários
- Este acidente foi reconstituído na 14ª temporada da série Mayday, do canal National Geographic Channel, no episódio "Choosing Sides" ou "M1 Plane Crash" ("Falha Total no Motor" no Brasil).[19]
- O acidente foi apresentado em um documentário de 1991 da Taking Liberties chamado "Fatal Error". A ITV exibiu um documentário em 1999 sobre o acidente de Kegworth.
- O desastre também foi destaque no documentário Aircrash Confidential de 2011 do Discovery Channel no episódio "Erro Humano" (no Brasil)[20]
- A queda do voo 092 também foi reconstituída com atores e uma investigação por meio de computação gráfica em um episódio de Seconds From Disaster, chamado "Motorway Plane Crash" ("Falha Humana" no Brasil).[21]